# Tuskaroria ultraabyssalis
Tuskaroria ultraabyssalis é uma espécie de gastrópode do gênero Tuskaroria, pertencente a família Raphitomidae.